# 汐留塔
汐留塔（日语：汐留タワー，しおどめタワー）是位於日本東京都港區東新橋的一座摩天大樓，其上層部分是THE 皇家花園飯店ICONIC 東京汐留（ザ ロイヤルパークホテル アイコニック 東京汐留），下層部分是資生堂的辦公空間。該建築獲得了第43屆空氣調和・衛生工學會賞和2004年度好設計獎、第17屆日經新辦公室賞 新辦公室推進賞、第38屆SDA賞。

## 概要
該建築位於利用日本國有鐵道舊汐留站用地的大規模再開發地區「汐留Sio Site」，從企劃設置到施工均由鹿島建設負責，是容納了辦公室及酒店的摩天樓:113。汐留塔地下有4層，地上有38層，修建耗時三年多，在2003年4月竣工:113。
建築的高層部分由皇家花園飯店使用，低層部分是資生堂的辦公空間，層高在建築中部有變化。建築的低層部分和相鄰的日本電視台大廈進行了一體規劃，兩座建築中間形成了廣場，並設有商業設施:113。1層設有酒店、辦公區各自獨立的入口和車廊:113。
建築外觀使用了在愛知縣常滑市生產的陶瓦平鋪磚瓦。之所以使用陶瓦，是因為其顏色類似人體肌膚的顏色，符合入駐該建築的化妝品公司資生堂的形象。

## THE 皇家花園飯店ICONIC 東京汐留
THE 皇家花園飯店ICONIC 東京汐留是三菱地所旗下的皇家花園飯店成員之一，開業於2003年7月1日。在2020年4月1日，隨著品牌形象更新，該酒店的名稱從皇家公園汐留塔更名為THE 皇家花園飯店ICONIC 東京汐留。汐留塔的地下2層設有水療、健身房及商店，1層設有酒店的專用入口，24層至38層部分是酒店用樓層。客房共有490個房間。

## 資生堂汐留辦公室
為統合分散在銀座等地的辦公室，資生堂決定入駐汐留塔，並將其定位為「知性生產中心」，擁有總部機能。按時任資生堂社長池田守男「建造先進的新總部」的意向，辦公層部分將上下融為一體，中央設有中庭，稱為「辦公室花園」構造。建築4層至21層由9組這座「雙層中庭」構成。建築的靠海一側使用玻璃牆，以強調開放感；並採用木質地板，為員工打造「休閒和交流的空間」。

## 外部連結
- 實績一覽 汐留塔 （页面存档备份，存于） - KAJIMA DESIGN